# 中学サッカー小僧
中学サッカー小僧（ちゅうがくサッカーこぞう）は、かつて白夜書房から発行されていたサッカー専門誌である。2013年10月に休刊となった。

## 概要
「2005-2006年 冬版」（奥付発行年月2006年1月）が、2005年12月10日「白夜ムック216」として発売された。日本代表の選手や海外のスター選手のテクニックなどの解説を盛り込み、中学生向けにわかりやすく解説も付けていた。

## 続編
- 「2006 新学年版」（2006年4月、白夜ムック237）
- 「2006 夏版」（2006年7月、白夜ムック251）
- 「2006 秋冬版」（2006年10月、白夜ムック264）
- 「2007 春版」（2007年1月、白夜ムック272）
- 「2007 新学年版」（2007年4月、白夜ムック279）
- 「2007 夏版」（2007年7月、白夜ムック283）
- 「2007 海外テクニカル版」（2007年9月、白夜ムック287）
- 「2007 秋冬版」（2007年11月、白夜ムック292）
- 「2008 春版」（2008年1月、白夜ムック299）
- 「2008 新学年版」（2008年3月、白夜ムック307）
- 「2008 基本テクニカル版」（2008年5月、白夜ムック314）
- 「2008 夏版」（2008年7月、白夜ムック319）
- 「2008 海外テクニカル版」（2008年9月、白夜ムック328）
- 「2008 秋冬版」（2008年11月、白夜ムック333）
- 「2009 新学年版」（2009年3月、白夜ムック340）
- 「2009 欧州テクニカル版」（2009年5月、白夜ムック345）